# Capitanya
Capitanya  é um gênero botânico da família Lamiaceae

## Espécies
- Capitanya ostegioides
- Capitanya rogieoides